# Класически рок
Класическият рок е радиоформат, който се развива от албумно-ориентирания рок (АОР) в началото на 80-те. В САЩ хронологическите му граници са затворени между края на 60-те и края на 80-те, с акцент върху хардрока, който се намира в апогей през 70-те години. Радиостанциите, посветени на класическия рок, пресъздават отчасти станциите с АОР от 70-те и 80-те (въпреки че разполагат с много по-ограничена музикална селекция) и се стремят да привлекат предимно пълнолетни слушатели (а не тийнейджъри). Въпреки това, станциите с класически рок неизменно привличат нови и нови поколения почитатели. Понякога те пускат в ефир съвременна музикална продукция, която съвпада по белезите си с рок звученето на останалите, по-стари песни; пускат се, понякога, и изпълнители на класически рок, които са излезли с нови песни.